# Xosé Fernández Ferreiro
Xosé Fernández Ferreiro (Espartedo, Santa Cruz de Rubiacós, Nogueira de Ramuín, Orense, 29 de enero de 1931-La Coruña, 16 de diciembre de 2015) fue un escritor español.

## Biografía
Fue miembro del grupo literario nacionalista Brais Pinto. Comenzó su andadura literaria publicando varios poemarios en la década de 1950. Posteriormente se dedicó a la narrativa. Trabajó además como periodista en el Faro de Vigo, La Noche, El Correo Gallego, La Voz de Galicia y ABC.
En 1985 fue galardonado con el Premio Galicia de Periodismo y en 2003 con la "Letra E" concedida por la Asociación de Escritores en Lengua Gallega.

## Obra

### Poesía
- Ribeirana do Sil (1952).
- A noite (1959).

### Narrativa
- A morte de Frank González (1975)
- Morrer en Castrelo do Miño (1978).
- A saga dun afiador (1980).
- A ceo aberto (1981).
- Corrupción e morte de Brigitte Bardot (1981).
- Reportaxe cósmico (1983).
- A fraga dos paxaros salvaxes (1985).
- O minotauro (1989).
- Agosto do 36 (1991), Premio Xerais, traducida al español (Agosto del 36).
- A cidade das chuvias (1994).
- Co medo nas mans (1996), relatos.
- O atentado (1999), Premio Antón Losada Diéguez, 2000.
- O último paraíso (2001).
- Millo verde (2002).
- Os últimos fuxidos (2004).
- Tempo de centeo (2009).

### Narrativa infantil
- O conto da boa e da mala pipa (1996).